# Annals of Behavioral Medicine
Annals of Behavioral Medicine es una revista médica revisada por pares publicada por Oxford University Press en nombre de la Society of Behavioral Medicine . Publica investigaciones originales sobre la medicina del comportamiento y la integración de factores y principios biológicos, psicosociales y del comportamiento. La  editora jefe actual (2021) es Tracey A. Revenson, Ph.D.  profesora de Psicología en Hunter College y el Centro de Graduados de la City University of New York, y Directora de Capacitación en Investigación para Psicología de la Salud y Ciencias Clínicas en el Graduate Center.
Es la revista insignia de la Sociedad de Medicina del Comportamiento y se estableció en 1979.

## Resumen e indexación
La revista está resumida e indexada en:
- MEDLINE / PubMed
- Índice de citas de ciencias sociales
- Scopus
- PsycINFO
- EMBASE
- Resúmenes en Antropología
- Vistas previas de BIOSIS
- Contenidos actuales / Ciencias sociales y del comportamiento
- EMCare
- AgeLine

Según Journal Citation Reports , la revista tiene un factor de impacto de 2016 de 2.976 y un factor de impacto de cinco años de 4.508. El factor de impacto de 2017 es 3.118. Se ha publicado un factor de impacto de 4.475 para el período 2019-2020.

## Métricas de revista
2023
- Web of Science Group : 4.908
- Índice h de Google Scholar: 139
- Scopus: 3.683